# Андреас Лінде
Андреас Лінде (швед. Andreas Linde, нар. 24 липня 1993) — шведський футболіст, воротар німецького клубу «Гройтер Фюрт».

## Клубна кар'єра
Вихованець академії клубу «Гельсінгборг». У 2011 році перебуваючи в статусі третього воротаря команди він став чемпіоном країни і володарем Кубка Швеції, проте на поле за основну команду так і не вийшов. Для отримання ігрової практики Андреас на правах оренди у 2013 році грав за клуби нижчих дивізіонів «Варнамо» та «ХІФ Академі», після чого повернувся в рідний клуб. 27 жовтня 2014 року в матчі проти «Гетеборга» Лінде дебютував у Аллсвенскан лізі.
В січні 2015 року Лінде перейшов у норвезький «Молде» . Відтоді встиг відіграти за команду з Молде 8 матчів в національному чемпіонаті.

## Виступи за збірну
Протягом 2013—2015 років залучався до складу молодіжної збірної Швеції, у складі якої виграв молодіжний чемпіонат Європи у Чехії. На турнірі він був дублером Патріка Карлгрена і на поле не вийшов. Всього на молодіжному рівні зіграв у 4 офіційних матчах, пропустив 4 голи.
2016 року захищав кольори олімпійської збірної Швеції на Олімпійських іграх 2016 року у Ріо-де-Жанейро.

## Статистика виступів

### Статистика клубних виступів
| Сезон                    | Клуб                     | Чемпіонат                | Чемпіонат | Чемпіонат | Національний кубок | Національний кубок | Національний кубок | Континентальні кубки | Континентальні кубки | Континентальні кубки | Supercoppe | Supercoppe | Supercoppe | Усього | Усього |
| Сезон                    | Клуб                     | Ліга                     | Ігор      | Голів     | Ліга               | Ігор               | Голів              | Ліга                 | Ігор                 | Голів                | Ліга       | Ігор       | Голів      | Ігор   | Голів  |
| ------------------------ | ------------------------ | ------------------------ | --------- | --------- | ------------------ | ------------------ | ------------------ | -------------------- | -------------------- | -------------------- | ---------- | ---------- | ---------- | ------ | ------ |
| 2012                     | «Гельсінгборг»           | A                        | 0         | -0        | КШ                 | 0                  | -0                 | ЛЧ+ЛЄ                | 0                    | -0                   | СШ         | -          | -          | 0      | -0     |
| 2013                     | «Вернамо»                | С (ІІ)                   | 0         | -0        | КШ                 | 2                  | -5                 | -                    | -                    | -                    | -          | -          | -          | 2      | -5     |
| 2014                     | «Гельсінгборг»           | A                        | 2         | -5        | КШ                 | 1                  | -1                 | -                    | -                    | -                    | -          | -          | -          | 3      | -6     |
| Усього за «Гельсінгборг» | Усього за «Гельсінгборг» | Усього за «Гельсінгборг» | 2         | -5        |                    | 1                  | -1                 |                      | 0                    | -0                   |            | -          | -          | 3      | -6     |
| 2015                     | «Молде»                  | ТЛ                       | 0         | -0        | КН                 | 0                  | -0                 | ЛЧ                   | 0                    | -0                   | -          | -          | -          | 0      | -0     |
| Усього                   | Усього                   | Усього                   | 2         | -5        |                    | 3                  | -6                 |                      | 0                    | -0                   |            | -          | -          | 5      | -11    |

## Титули і досягнення
- Чемпіон Швеції (1):

«Гельсінгборг»: 2011
- Володар Кубка Швеції (2):

«Гельсінгборг»: 2011
«Геккен»: 2024-25
- Чемпіон Європи серед молодіжних команд (U-21) (1):

Швеція U-21: 2015
- Чемпіон Норвегії (1):

«Молде»: 2019